# 6674 Cézanne
6674 Cézanne è un asteroide della fascia principale. Scoperto nel 1971, presenta un'orbita caratterizzata da un semiasse maggiore pari a 2,4579624 UA e da un'eccentricità di 0,1514796, inclinata di 3,74322° rispetto all'eclittica.